# Alestes baremoze
Alestes baremoze is een  straalvinnige vissensoort uit de familie van Afrikaanse karperzalmen (Alestidae). De wetenschappelijke naam van de soort is voor het eerst geldig gepubliceerd in 1835 door Joannis.
De soort staat op de Rode Lijst van de IUCN als niet bedreigd, beoordelingsjaar 2009.